# PC等 (2ちゃんねる・5ちゃんねるカテゴリ)
PC等（PCなど）は、匿名掲示板2ちゃんねる（2ちゃんねる (2ch.net)、 2ちゃんねる (2ch.sc)、5ちゃんねる）の中のカテゴリの1つである。
携帯電話やコンピュータゲーム関連を除くコンピュータに関する話題の板をまとめている。

## 歴史
- 1999年6月14日－パソコン一般板・UNIX板・プログラム板新設
- 1999年7月19日－Mac板新設
- 1999年11月29日－CG板新設
- 1999年12月19日－自作PC板新設
- 2000年1月3日－ビジネスsoft板新設
- 2000年2月6日－Windows板新設
- 2000年2月8日－OS板新設
- 2000年2月10日－ハードウェア板新設
- 2000年4月12日－DTV板新設
- 2000年8月8日－モバイル板、DTM板新設、プログラム板をプログラマー板に板名変更、プログラム板新設
- 2000年9月21日－Mac板を旧・mac板に板名変更、新・mac板新設
- 2001年1月6日－ソフトウェア板新設
- 2001年1月21日－Linux板新設
- 2001年10月24日－CD-R,DVD板新設
- 2001年11月6日－ゲーム製作技術板新設
- 2001年12月16日－昔のPC板新設
- 2002年1月17日－FLASH板新設
- 2003年4月24日－プリンタ板新設
- 2003年6月30日－データベース板新設
- 2004年3月26日－pc2難民板新設
- 2004年8月11日－デスクトップ板新設
- 2004年10月9日－pc2難民板をPCサロン板に板名変更
- 2005年5月6日－ノートPC板新設

## 掲示板
2010年2月の時点では27個の板から成っていた。

### PCサロン
PCやネットに関する雑談や複数の板に関連する話題を扱う板。PC・ネット関係板で障害が発生した時の避難所としても利用される。

### Windows
Windows板はマイクロソフトのOSのWindowsに関する話題を取り扱う板である。Windows 2000、Windows XP、Windows Vista、Windows 7などのOSについての情報交換・質問スレッドやWindows対応ソフトのOutlook、Internet Explorerのスレッドなどがたっている。
ローカルルールでは初歩的な質問、Windowsに限定されないパソコン・ソフト、Web制作、18禁ソフト、Windowsユーザへの罵倒などが他板でするべき話題とされている。

### 旧・mac
旧・mac板はMacintoshやAppleに関する話題を取り扱う板である。正式名称は「旧・mac＠2ch掲示板」である。非常に過疎化が進んでおり、ごく少数の住民が定住するのみである。「ちょっと疲れたあなたの為に」「インターネット・サロン「旧・mac板」」というテーマを掲げ、不毛な争いに達観した雰囲気を醸し出している。
デフォルト名無しの名称は、爆弾のアイコンを文字絵にしたものである。ネタスレッドや談話スレッドが多く、専門的な情報交換の場として機能しているスレッドは少ない。過疎板ゆえ、何年も前に立てられたスレッドが残っている。

#### 歴史
Windows vs Macの煽り合いにより、当時のMac板は荒廃の一途にあった。2000年9月、Mac板では荒らし対策のためID制を導入することになったが、板の設置されていたpiza鯖はID表示機能を持たないので、ID表示の可能なteri鯖へ移転する運びとなり、同月21日に新・mac板が誕生した。ところが、teri鯖への移転が完了した後になっても、元のpiza鯖Mac板は、何故か停止されることなく残置された。この残置されたMac板が、現在の「旧・mac板」である。なお「旧・mac板」の名称は、自治スレッドにて住民の意思により決定されたものである。
旧・mac板の歩みにおける年表は次の通りである。
- 1999年7月19日　Mac板生誕 (http://2ch.ohayou.com/mac/)
- 1999年8月12日　サーバ移転 (http://www.2ch.net/mac/)
- 1999年12月8日　サーバ移転 (http://www.jbbs.net/2ch/mac/)
- 2000年4月15日　ドメイン名変更 (http://teri.2ch.net/2ch/mac/)
- 2000年6月23日　サーバ移転 (http://mentai.2ch.net/mac/)
- 2000年8月12日（13日）　サーバ移転 (http://piza.2ch.net/mac/)
- 2000年9月21日　新・mac板分離 (http://teri.2ch.net/mac/)
- 2001年6月21日　サーバ移転・フォルダ名変更 (http://curry.2ch.net/jobs/)
- 2001年8月20日　サーバ移転 (http://natto.2ch.net/jobs/)
- 2001年8月25日　２ちゃんねるの危機
- 2001年8月26日　Mac板での一時的なID表示開始
- 2001年8月29日　Mac板停止
- 2001年9月9日　Mac板復帰（ID表示なし）
- 2001年10月26日　サーバ移転 (http://pc.2ch.net/jobs/)
- 2001年11月2日　板の名称変更（旧・mac板）
- 2001年11月5日　ローカルルール施行 (名無しが「名称未設定」から現在の「●~*」になる)
- 2002年2月21日　ローカルルール改訂
- 2003年8月6日　ローカルルール再訂
- 2004年3月22日　サーバ移転 (http://pc3.2ch.net/jobs/)
- 2004年5月9日　サーバ移転 (http://pc5.2ch.net/jobs/)
- 2005年3月22日　サーバ移転 (http://pc8.2ch.net/jobs/)
- 2006年12月30日　サーバ移転 (http://pc10.2ch.net/jobs/)
- 2007年2月28日　サーバ移転 (http://pc11.2ch.net/jobs/)

### 新・mac
新・mac板（しん・マックいた）はMacintoshやアップルに関する話題を取り扱う板である。ハード、ソフト両面にわたる。Apple Expoや新製品発表会の前後には非常に盛り上がり、新製品への期待を込めた祭りが開催される。
MacintoshユーザーによるiPodやiPhoneの話題も多いが、Windowsユーザーの場合iPodはポータブルオーディオ板、iPhoneやiPadはiPhone板またはApple板への書き込みが奨められる。

#### 歴史
Windows対Macのネタにより大いに荒れ、混乱状態に陥った旧・mac板から分割する形で、強制ID表示機能を持つ板として生まれた。その際、旧・mac板はそのまま残り、古いMacユーザーの溜り場的な過疎板と化している。
- 2000年9月21日　teriサーバーにて新設される。
- 2001年10月26日　サーバー移転。(teri→pc)
- 2004年3月22日　サーバー移転。(pc→pc3)
- 2004年5月9日　サーバー移転。(pc3→pc5)
- 2005年1月14日　サーバー移転。(pc5→pc7)
- 2006年12月30日　サーバー移転。(pc7→pc9)
- 2007年3月23日　サーバー移転。(pc9→pc11)

### OS
OSに関する話題を扱う板。

### デスクトップ
デスクトップパソコンに関する話題を扱う板。

### パソコン一般
パソコンに関する話題を扱う板。

### ノートPC
ノートPCに関する話題を扱う板。

### 自作PC
自作パソコンに関する話題を扱う板。各種パーツや周辺機器、各地の電気街やショップ、新製品の情報や不具合、パーツ間の組み合わせによる相性など自作PCを組む上で必要となる情報が扱われている。通称自作板。PC用ラックとして使われるメタルラックを「マキーノ」と呼ぶことがあるが、これは牧野淳一郎に由来する。

### プリンタ
プリンターやスキャナーに関する話題を扱う板。

### ハードウェア
ハードウェアに関する話題を扱う板。

### CD-R,DVD
CDやDVDなどの光学メディアに関する話題を扱う板。

### ソフトウェア
ソフトウェアに関する話題を扱う板。

### モバイル
モバイル（パソコンやスマホなどをモバイル運用すること）に関する話題を扱う板。

### ビジネスsoft
ビジネスソフトに関する話題を扱う板。

### UNIX
UNIXに関する話題を扱う板。 UNIXにおける技術討論や意見交換を目的に作られた板であり、各商用ベンダのUNIXに対する初心者の質問に、上級者や住人が答えるようなスレッドが多い。さらに、UNIXによる各種業務最適化手法として、クラスタやスーパーコンピュータ(HPC)利用を前提とした情報交換を主体とするような特殊なスレッドも多数作られている。
正式名称は「UNIX＠2ch掲示板」である。
特にベンダ側が公開しないような特殊なローカライズ情報やマイグレーション情報、障害情報なども交換されており、UNIX系エンジニアやITアーキテクトの最後の砦としての役割も担っている。
その最たる例として、2001年に発生した2ch廃板の危機（8月危機）が挙げられる。経緯であるが、2chが設置されていたサーバを提供・管理するISP側の事情により、サーバ撤去と、それに伴う2ch廃止の危機が生じた際、2ch側で用意できるサーバが当初より大幅に小さな物にならざるを得なくなった。この状況に対し、UNIX板の住人によるPerlスクリプトによる2chBBSの大幅な性能改善と使用諸元改善が行われ、現在提供されているISPのサーバへの移転と必要性能の確保が行われるなど、2chに対して伝説的な貢献を果たしたものである。
そのほか実例を挙げれば、Apacheの解消されたバグリストにおいても、2chのBBS開発に伴って解消されたものも多く、かなり社会的な貢献も残している。
また、教科書問題や竹島問題などに触発され、拗れたアジア諸国のユーザの攻撃、特に韓国のネットユーザ（ホロン部、ジョン、チョソなどと呼ばれるユーザ群）による遠隔ネット攻撃（F5攻撃）などにおいても、その予防策や回避策と設定情報を自発的に提供するなど、2chの恒常的なサービス提供においても大きな役割を果たしている。
しかし、近年、商用UNIXにおける3大ベンダ(Sun/IBM/HP)の寡占化が進むにつれ、それぞれのベンダUNIXのファンによる争いも生まれており、この商用UNIX以外にもオープンソースUNIX系OSのファンも加わり、それぞれのOSや仕組み、営業方針などを突いた罵倒が飛び交う状況となっている。

### データベース
データベース板は主にコンピュータのデータベース関連のソフトウェアや企業に関する話題を扱う。

#### 歴史
- 2003年6月30日 - 批判要望板の『Ｄ　　Ｂ　　板　　を　　切　　に　　希　　望』の75レス目にて、管理人ひろゆき自らによってpc2サーバーに設立された。しかし、そのスレッドは「DB＝DRAGON BALL」という認識の下で立てられていたため、携帯メニューではPC等カテゴリに「データベース板」として置かれたが電波2ちゃんねるでは「ドラゴンボール板設立」という速報が流れてしまうという混乱が起き、勘違いした一部住民らによって大量のドラゴンボール関連のスレッドが立てられた。後日、板名が正式に「データベース板」とされ、それらのスレッドはすべて削除された。
- 2004年3月26日 - 仕事人 ★の誤操作によるpc2.2ch.netのデータ削除に巻き込まれる。その後、みみずん検索とにくちゃんねるのバックアップを使用してログが復旧された。
- 2004年3月29日 - サーバー移転。(pc2→pc5)
- 2005年3月22日 - サーバー移転。(pc5→pc8)
- 2006年12月30日 - サーバー移転。(pc8→pc10)
- 2007年2月28日 - サーバー移転。(pc10→pc11)

### Linux
Linuxに関する話題を扱う板。

### プログラマー
プログラマー板はプログラマーによる雑談を内容とする。通称マ板。ぬるぽ発祥の地である。

### プログラム
プログラム言語に関する技術的な話題を扱う板。通称ム板。
ソフトウェアの使い方はPC初心者板かソフトウェア板、JavascriptはWeb制作板、CGIはWebプログラミング板、ゲーム関係の話題はゲーム製作板で扱う。

### CG
コンピュータグラフィックス(CG)に関する話題を扱う板。

### DTM
DTM板はデスクトップミュージック(Desk Top Music,DTM)全般を扱い、MIDI機器やソフトウェア、音源に関する事から作曲・アレンジ技術、ミキシング・マスタリング技術に至るまで多岐に渡る。DTMならびにデジタルオーディオワークステーション(DAW)を始めとする録音機材に関する情報交換や、DTMで作成した楽曲の投稿、アレンジ依頼等を行う。また、初音ミク等、VOCALOIDもしくはVOCALOID2に関する技術的論議もこの板で行う。
古くは、FLASH板で作られたFLASHムービーと当掲示板、またはテクノ板で作られた楽曲(MAD系など)が組み合わされることも多かった。
日本のハードコアテクノレーベルであるHARDCORE TANO*Cはこの板の『ハードコアテクノ総合スレッド』を発祥としている。

### 映像制作
映像制作に関する話題を扱う板。元の名称は「DTV板」。

### FLASH
Flashムービー制作関係とゲーム制作関係などのAdobe Flash関係や、ネット動画に関する話題を扱う板。正式名称は「FLASH・動画＠2ch掲示板」である。
Adobe Flashの正しい表記は「Flash」(後4文字は小文字)であるが、ここではFLASH・動画板を意味する部分を「FLASH」「FLA」と書く。デフォルト名の元ネタは、Flashの初期ローディング時の読み込みバイト数から。
Flash作品にはアスキーアートが多用されており（比較的キャラが決まっているので、一から設定する必要がない、画力の差がさほど出ない、などの利点がある）、2ちゃんねるとの関わりも深かった。以前から2ちゃんねる内では面白いスレッドの支援・CMFlashが多く作られており、Flashムービー制作者(いわゆる職人)を集める目的で2ちゃんねるの固定ハンドルネーム(コテハン)「かーず」が、管理人ひろゆきに依頼してモナー板から分割される形で新設された。
2ちゃんねるの利用者増加に伴い、同掲示板内での内輪受けを狙ったFlash作品の大きな流行が起こり、2002年始めに設立されたFLASH・動画板はその中核となった。当初は、制作願いやコテハン叩きのスレッドばかりだったが、その後制作系のスレッドが増加した。2002年4月3日～2002年7月18日に行われた全板人気トーナメントでは多数の支援Flashが作られ「最強の実弾支援」と呼ばれた。Flashファイルが普及した全盛期は特に利用者も多かった。
掲示板内の有志で様々なテーマに沿った「発表会」も主催されるなど、制作者同士の情報交換が頻繁に行なわれた。他にも作品に「泣ける系」「PV系」などの独特なジャンル分けを行ったり、Flash制作者を「Flash職人」と呼称するなど、独自の文化を形成した。「紅白FLASH合戦」「/up（スラッシュアップ）」などのイベントが行われている日は、書き込み数が通常の数倍になることがあった。
2005年春の『恋のマイアヒ』では、商用音楽を無断転載して公開していたFlashアニメを逆に企業が注目し、プロモーションとして大々的に抜擢する異例の「大出世」があった。また、2006年には同じく商用音楽を無断使用していたFlash『WALKING TOUR』が絵本化され、その際に同梱されたCDに収録のFlashに、当初は無断使用されていたプラネテスの「PLANETES」と同じ黒石ひとみによって新規に書き下ろされた曲が使われた。だがのまネコ問題では強い影響を受け、著作権等多くの問題が露呈した。
さらに2005年にYouTubeが開始し、FLV形式の動画が普及し始め、2006年年末にはニコニコ動画が開始するなどして動画共有サイトが台頭した結果、動画共有サイトの話題を扱うストリーミング板に利用者が流れ、利用者が減少していった。古参の制作者は動画サイトのMAD職人か個人制作アニメーターになるケースも多く、「Flash」というジャンル分けは意味を失っていった。

#### 歴史
- 2002年1月17日、新設。(pcサーバー)。
- 2002年7月12日　サーバー移転。(pc→pc3)
- 2003年7月4日　サーバー移転。(pc3→pc4)
- 2004年5月10日　サーバー移転。(pc4→pc5)
- 2004年7月18日　ID任意表示から強制表示に変更。
- 2005年3月22日　サーバー移転。(pc5→pc8)
- 2006年12月29日　サーバー移転。(pc8→pc10)
- 2007年2月28日　サーバー移転。(pc10→pc11)

#### ジャンル
FLA板では作品や職人を作風によっていくつかのジャンルに分けられ、一種の派閥のようなものが形成されたり一つのジャンルに限定したイベントが行われたりしていた。
アニメ系
普通のアニメーション。最も職人人口が多かったと思われるジャンル。
製作には画力やコマアニメを描く為のノウハウが必要である。主に2ちゃんねるで活動している職人では、AAやAAのキャラクターを扱うものが多く、この場合はAA系と呼ばれる。
MG・PV系
MotionGraphics・PromotionVideoの略。もともとPVはMGとほぼ同義だったが現在は何かを紹介・宣伝するものがPV、そうでないものがMGと呼ばれている。
主に文字や抽象的・幾何学的なオブジェクト(伸びる線や矢印が多く見られる)を音に合わせて動かす物。MGは一般的にストーリー性が無く作者のセンス、技術を見せる世為の作品である。コマアニメを使わずにトゥイーンだけでもそれなりのものが作れるという理由からか、一時期ブームとなった。
MG・PVは過去の作品に影響されることが多く、流行させたコテハンをとってさらにいくつかのジャンルに分けることがあるが、「○○の作品の劣化コピー」という意味で使われることが多い。
定期イベントにはPerfectPromotionがある。
文章系
主に文章のみで構成される作品。
製作にかなりの文章力・構成力・音楽センスを要し、普段はあまり注目されない為（但し2ちゃんねる全体を通して最も知られているであろう作品「ある騒動の記録」は文章系）職人人口が少なく瀕死状態と言っても良いが、MG・PV系やnnmのようなネタ系もこのジャンルに当てはまるとする場合があり曖昧である。
定期イベントにFlash･動画文芸祭がある。
AS系
ActionScriptの略。
ActionScriptを使ったゲームやツール、インタラクティブなコンテンツを製作する職人を指す。
定期イベントにFlashGameFestivalがある。
3D
Flashは立体表現が苦手という特徴がありSwift3DやShade等の外部ツールを使用して製作される。またActionScriptやシェイプトゥイーンを使用した擬似3Dもある。
職人人口も少なく一般にジャンルとして呼ばれることは稀である。
定期イベントではないが3Diveがある。
クソフラ
糞みたいなFlash。糞を題材にしたFlash。
普段はただの罵倒語だが、通常では考えられないような表現や矛盾の奇怪さを好む者も多い。
定期イベントには糞フラボンジュール（KF★B）、糞紅白がある。
アニパロ
アニメーションのオープニング等のパロディ。またはそれ風の物。
大抵はキャラクターがAAに変わっていたり2ちゃんねるネタ、その他内輪ネタ等が混ぜられたりする事が多かったが、TAKANOの作品「あずまんが大王OP再現Flash」が発表されてからは単に再現するだけの物も出てきた。音無しで公開されない限り黒作品であり、公開は期間限定、またはJASRAC等に警告されるまでである。

### ゲ製作技術
ゲーム製作に関するプログラム・グラフィックス・サウンド・デザイン・ツールなどの技術やゲームの共同製作などのプロジェクト活動について扱う板。

### 昔のPC
8ビット・16ビットパソコンなどの昔のPCに関する話題を扱う板。1995年ぐらいまでのPC/AT互換機やWindows 3.1までの話題が扱われている。PowerPC搭載機以降のMacは新･Mac板、UNIXはUNIX板で扱う。